# Helse Midt-Norge
 (août 2015).
Helse Midt-Norge est, en Norvège, l'autorité de santé publique régionale qui dirige (et à qui appartient) les hôpitaux des comtés de Møre og Romsdal et Trøndelag. 

## Description
Cette organisation a été mise en place à l'automne 2001 et l'autorité régionale compte six subdivisions : Helse Nord-Trøndelag, Helse Møre og Romsdal, l'Hôpital St. Olav, Traitement des toxicomanies, Ambulances et Pharmacies hospitalières. Au total, l'autorité de santé publique régionale dirige huit hôpitaux, quatre pharmacies et quatre instituts de soins des toxicomanes, sans compter de plus petites unités. L'autorité regroupe 14 000 emplois et gère un budget de plus de sept milliards de couronnes norvégiennes (un peu moins d'un milliard d'euros).

## Sources
- (no) Le site officiel de l'organisation (consulté le 31 août 2015)